# Cornovecchio
Cornovecchio – miejscowość i gmina we Włoszech, w regionie Lombardia, w prowincji Lodi.
Według danych na rok 2004 gminę zamieszkiwało 219 osób. Gęstość zaludnienia wynosi 36,5 os./km².